# Натуральне забарвлення
Натуральне (лат. naturalis, давньофр. nature) — тинктура у геральдиці. Належить до класу геральдичних емалей. У кольоровій графіці позначається натуральним або природним кольорами. Виражає ідею цих кольорів, а не їхні конкретні відтінки. У монохромній графіці передається двома способами: тонуванням у штрихуванні, або скороченнями укр. нат / нат. 
Терміни «натуральний» або натуральне забарвлення та натуральне зображення використовується для відображення геральдичних символів у їх природних тонах або природних кольорових варіаціях фарб та емалей. Використовується для зображень рослин і тварин як самого герба, так і щитоутримувачів, природної основи та нашлемників. Термін використовується для позначення об'єкта та його колірної варіації, а не емалі щита чи герба.

## Отримання
Натуральні кольори отримують при змішуванні пігментів і фарб на водяній, масляній, смоляній та/або ґрунтовій основі, в комбінації яких отримують потрібний природний відтінок у зображенні, що створюється. Важко отримати натуральні кольори у вітражах, фресках та скульптурах без додаткового фарбування чи глазурування. 

## Особливості
Спочатку геральдичні фігури та символи поділялися на геометричні кахлі та візерункові лінії з використанням обмеженої кількості геральдичних фігур, серед яких зустрічалися природно існуючі та міфічні, а можливо і легендарні, тварини. Кількість квітів у щиті була обмеженою та обумовлювалась наявністю природних матеріалів та фарби, до яких належало: металеве золото та срібло, що прикрашають рукояті та клинки холодної колючо-ріжучої зброї, прикраси з хутра тварин та основних емалей (фарби) блакитного або синього, зеленого, червоного, чорного кольорів та їх сумішей в подальшому. З розвитком суспільства і розподілом його за соціальними ієрархічними ознаками, і відповідно до цього знатності й багатства, окремі його представники бажали виділитися і умовними символами сім'ї, роду та/або влади: створювалися відзнаки. Герби ставали складнішими. У структурі мальованого герба почали використовуватися натуральні колірні гами у зображенні людей, а також тварин (левів, ведмедів, леопардів, коней тощо) та рослин, крім включеної раніше бойової зброї або знарядь і простих символів індивідуальної та спадкової праці та професіоналізму. Так у геральдиці отримали відображення тілесні, помаранчеві та коричневі тони додаткових кольорів. Пурпурний і червоний, по суті своїй, не є натуральними геральдичними кольорами, що часто зустрічаються, проте вони стали використовуватися як самостійні і природні. Саме у зв'язку з безпосереднім і тісним контактом із природою, людина стала відображати у своїй геральдичній символіці природні кольори та відтінки баченого та звичного.

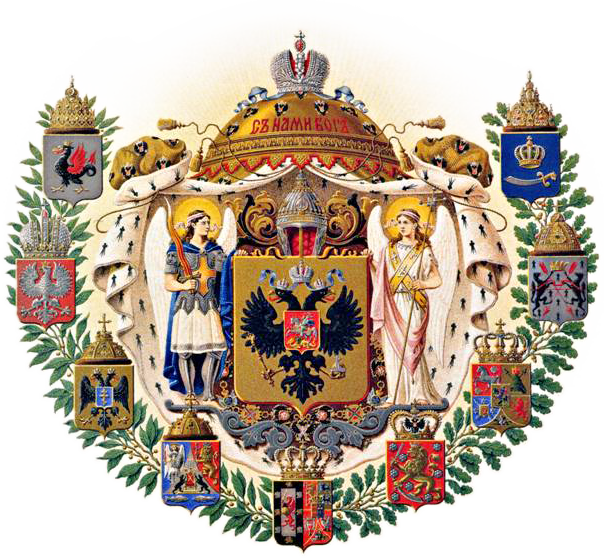
Середній герб Російської імперії (1882-1917)
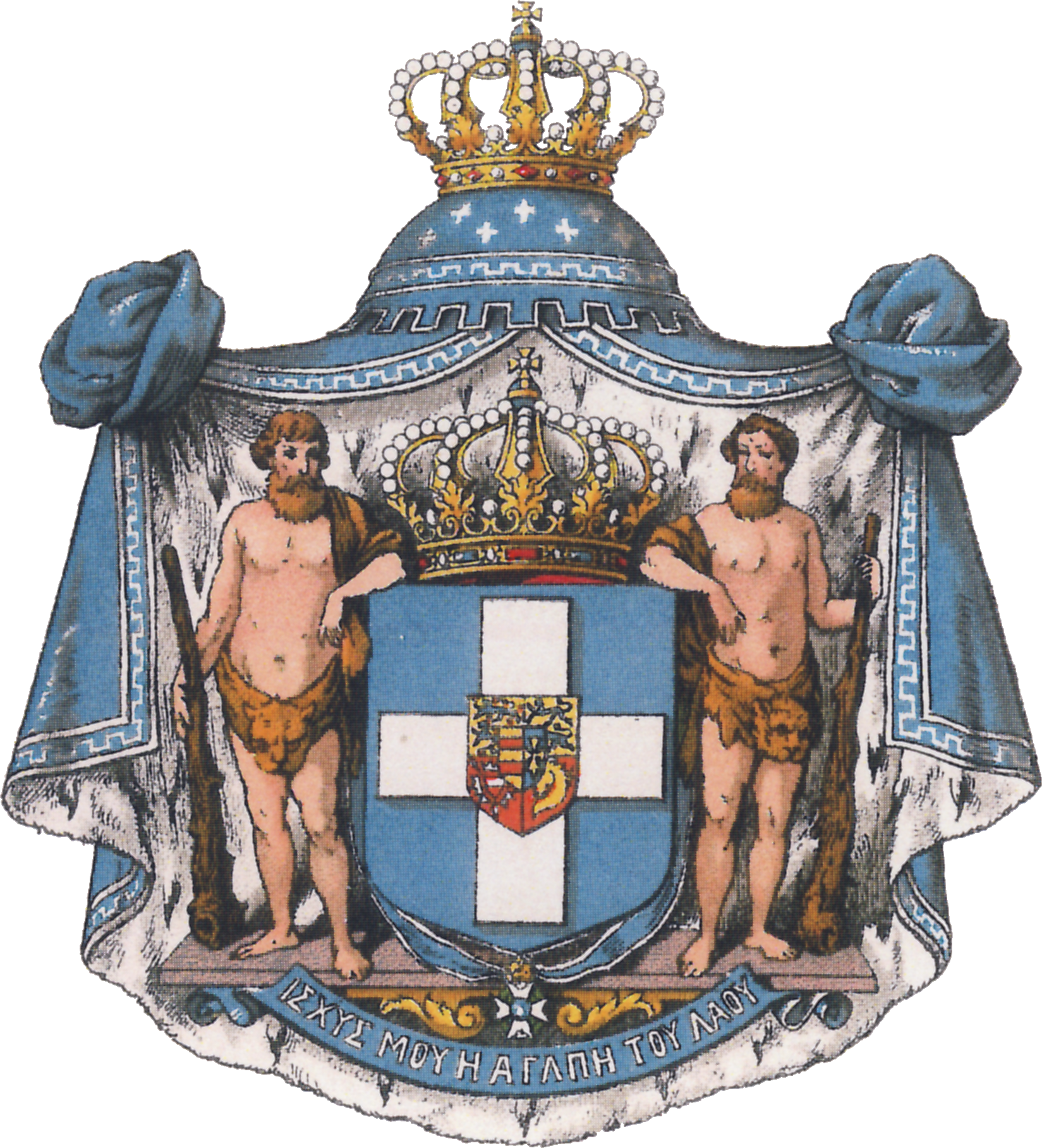
Королівський герб Греції (1863-1936)
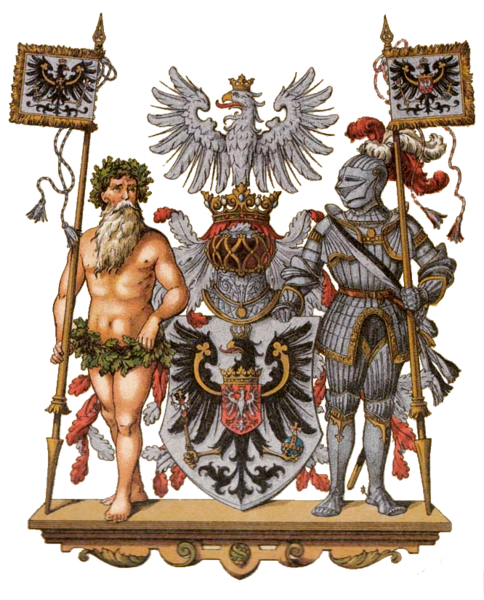
Герб великого герцогства та князівстваПознанського.
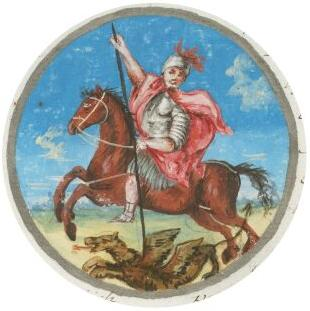
Герб міста Маріямполе (1792)
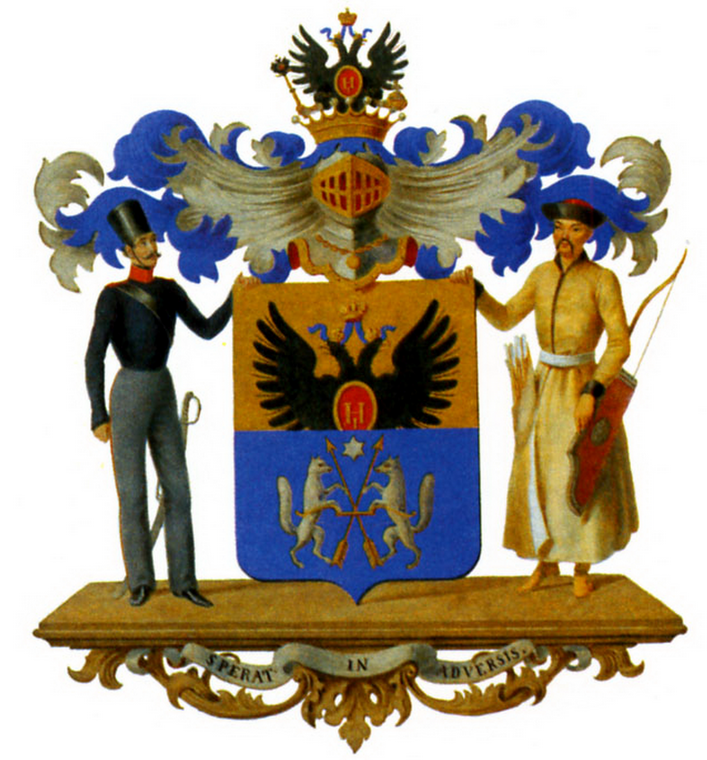
Герб Сперанських.
Герб Колонії Оранжевої Річки (1902)